# Acanthosomatidae
Acanthosomatidae là một họ côn trùng thuộc bộ Hemiptera, Kumar trong ấn bản năm 1979 đã công nhận 47 chi; hiện nay con số này là 55 chi, với khoảng 200 loài, và là một trong những họ ít đa dạng nhất trong Pentatomoidea.

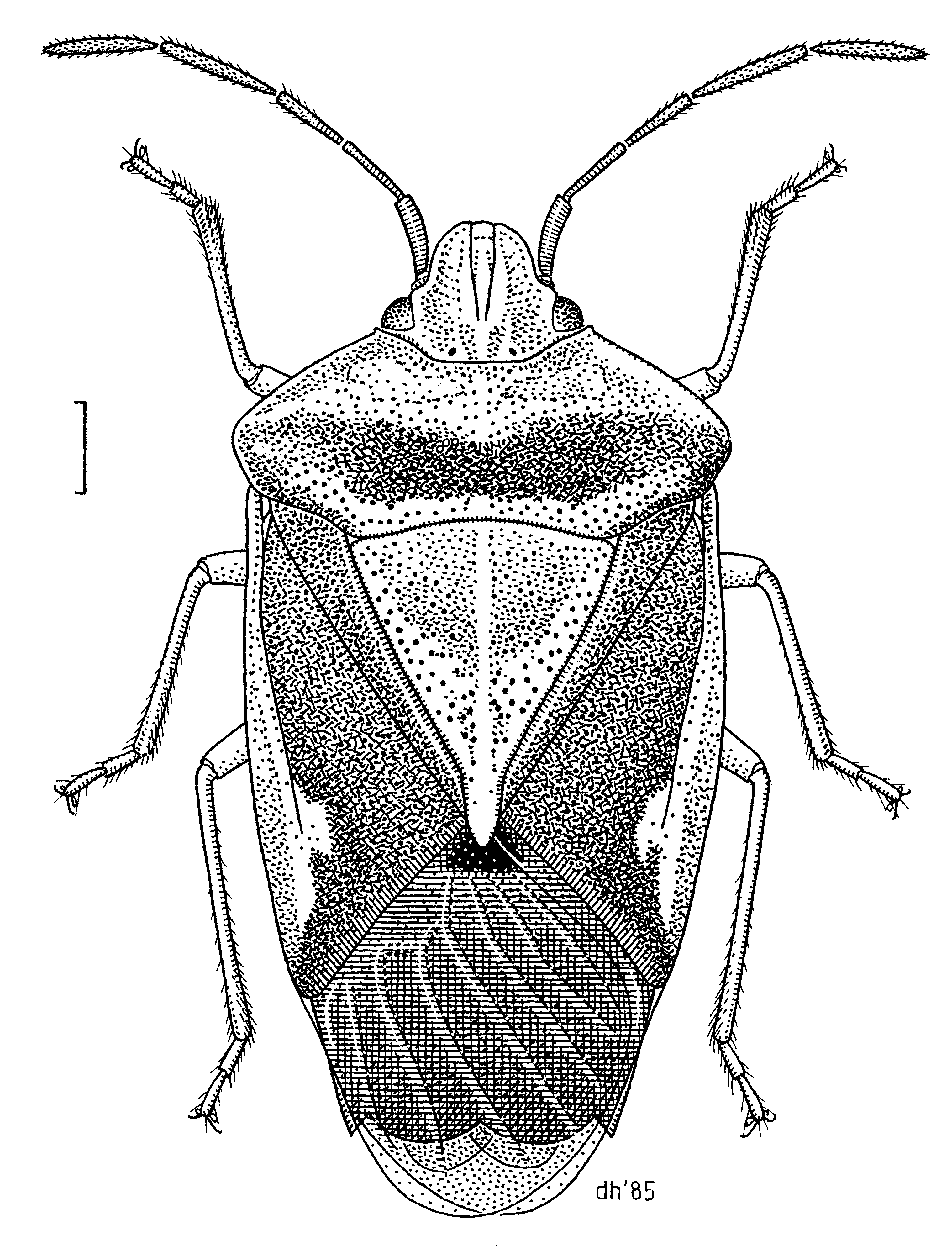
Oncacontias vittatus

## Chi
Một số chi và loài thuộc họ này:
- Acanthosoma Curtis, 1824
  - Acanthosoma haemorrhoidale (Linnaeus, 1758)
  - Acanthosoma labiduroides Jakovlev, 1880
- Cyphostethus Fieber, 1860
  - Cyphostethus tristriatus
- Elasmostethus Fieber, 1860
  - Elasmostethus interstinctus
  - Elasmostethus minor
- Elasmucha Stål, 1864
  - Elasmucha cordillera Thomas, 1991
  - Elasmucha ferrugata (Fabricius, 1787)
  - Elasmucha fieberi (Jakovlev, 1864)
  - Elasmucha flammatum (Distant, 1893)
  - Elasmucha grisea (Linnaeus, 1758)

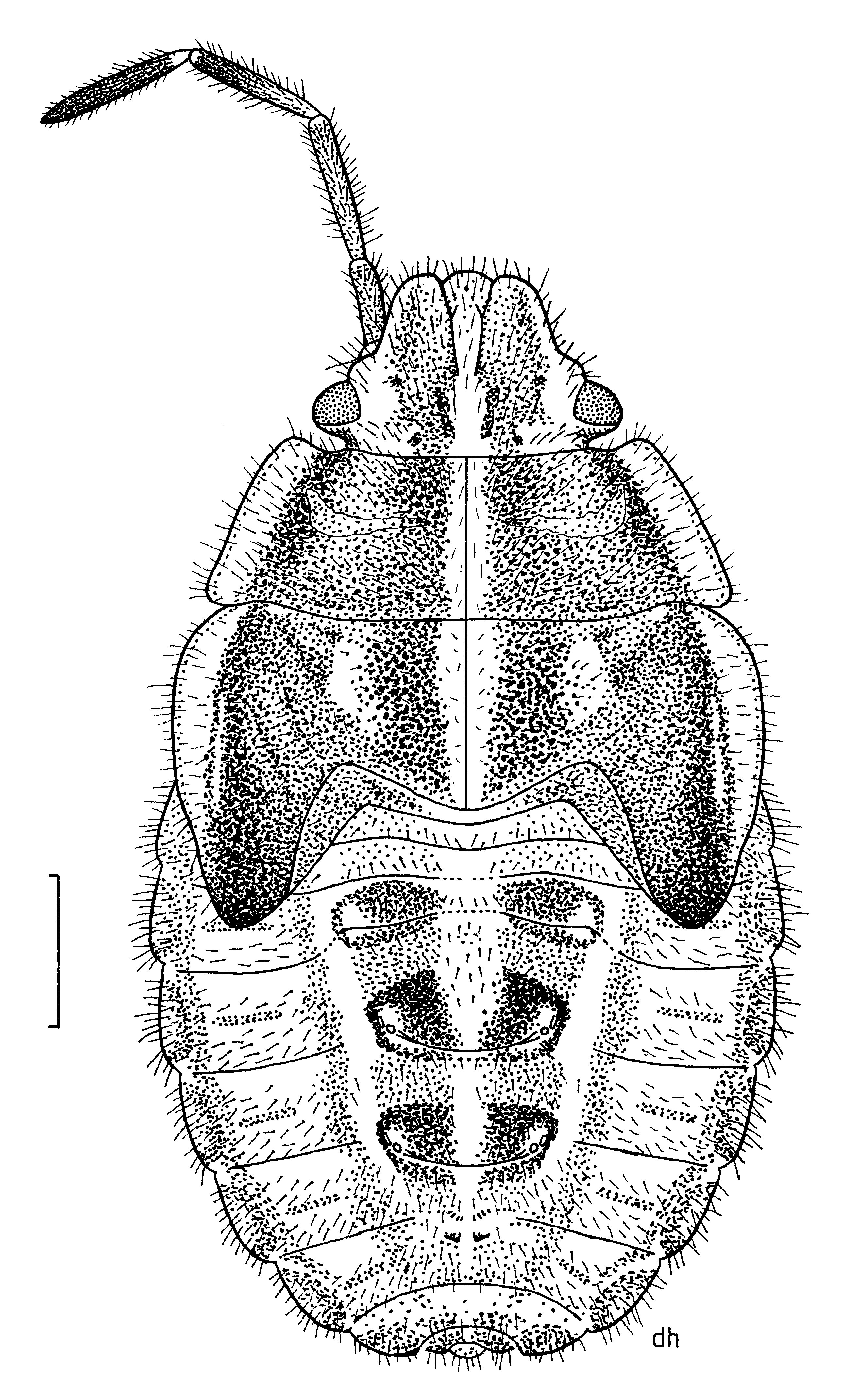
Rhopalimorpha lineolaris giai đoạn cuối sắp lột xác

  - Elasmucha lateralis (Say, 1831)
- Eupolemus
- Oncacontias Breddin, 1903
  - Rhopalimorpha lineolaris giai đoạn cuối sắp lột xácOncacontias vittatus

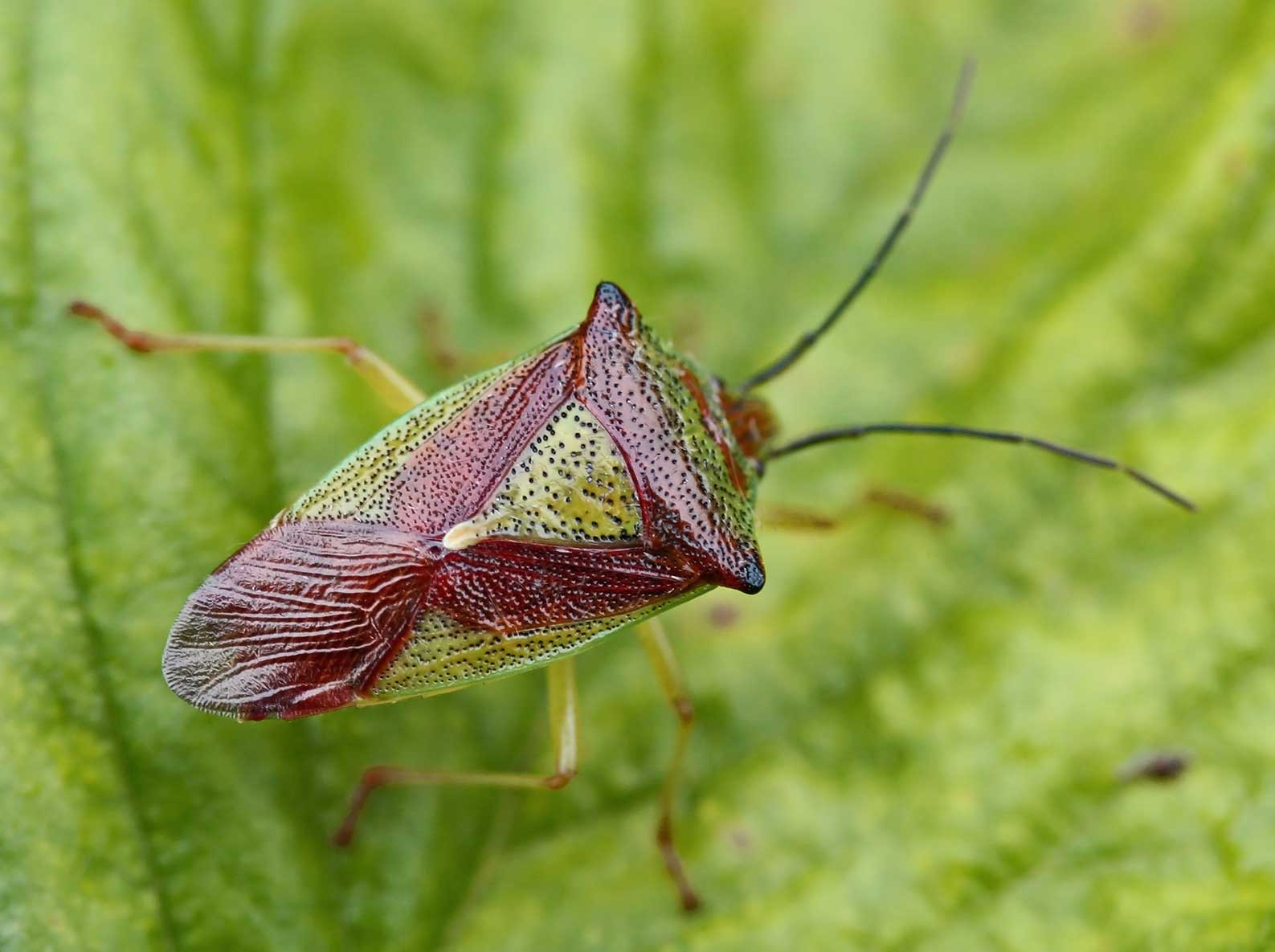
Acanthosoma haemorrhoidale
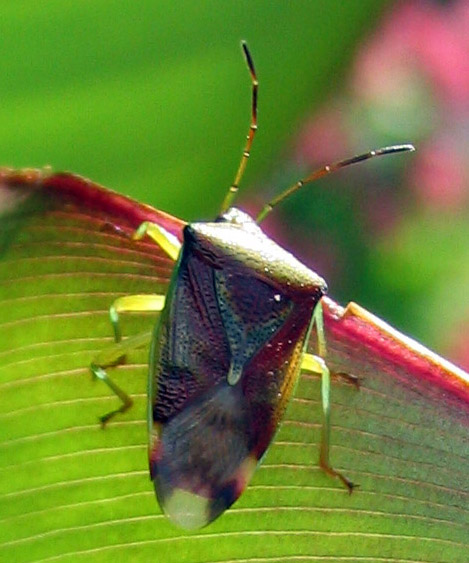
Elasmostethus interstinctus
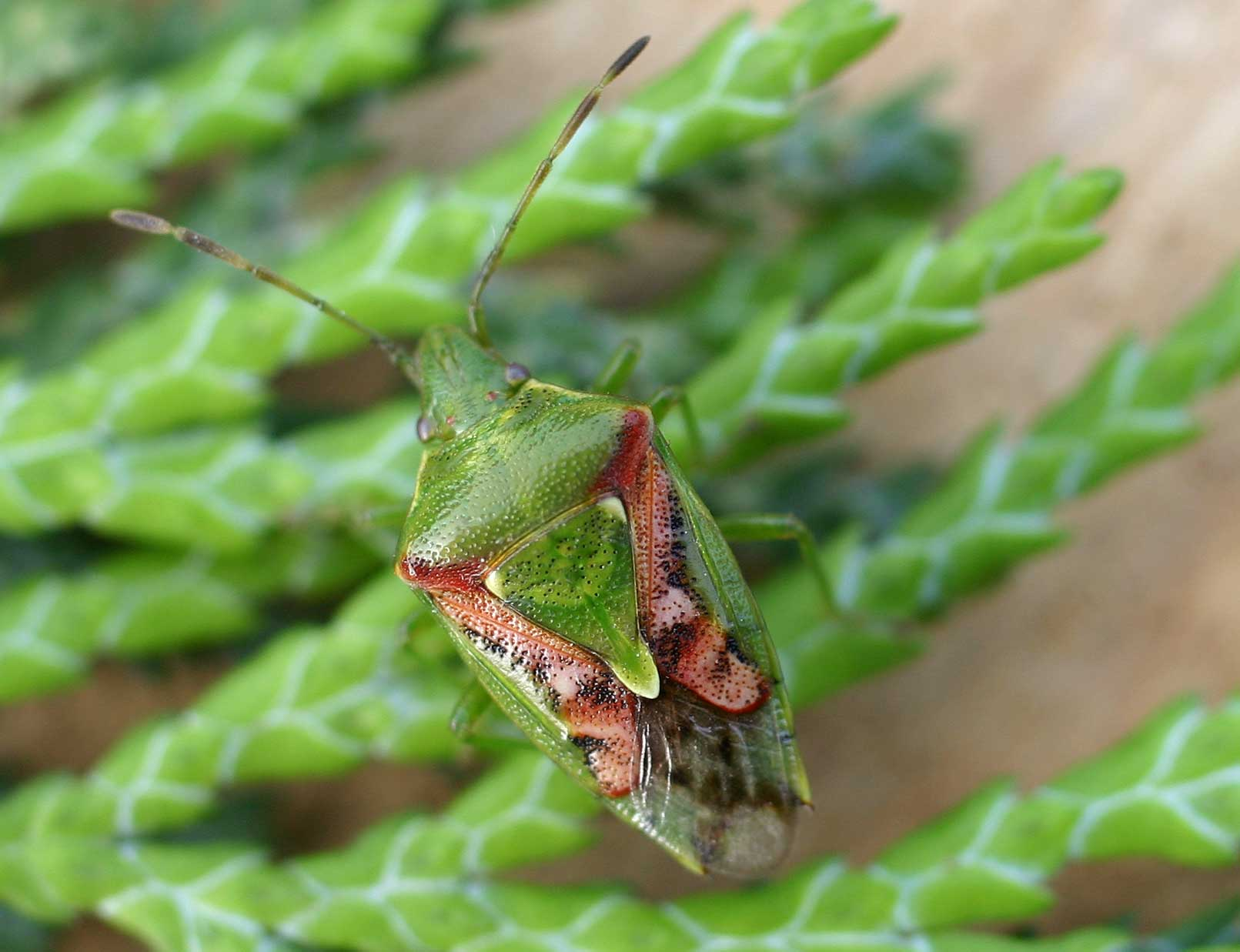
Cyphostethus tristriatus
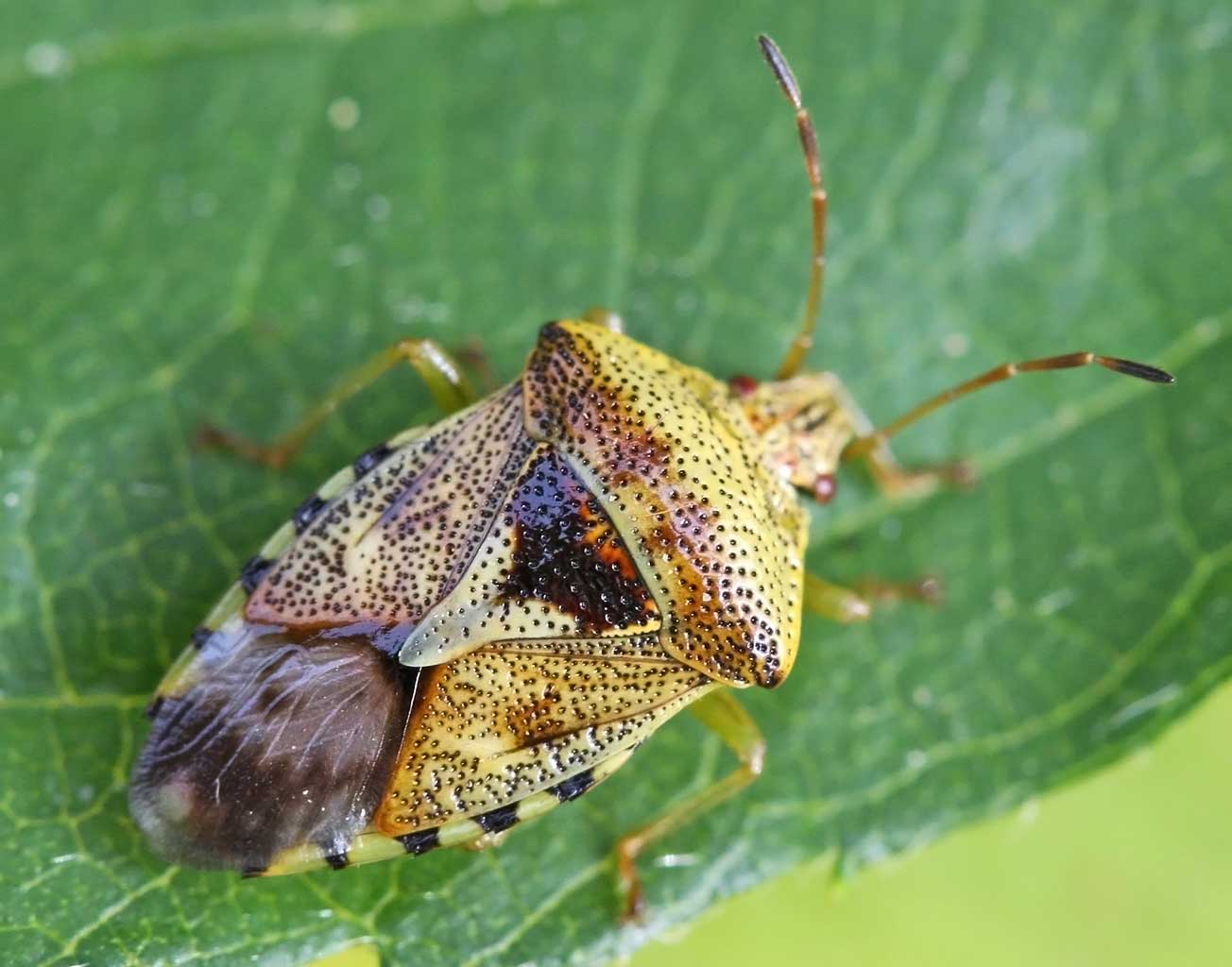
Elasmucha grisea
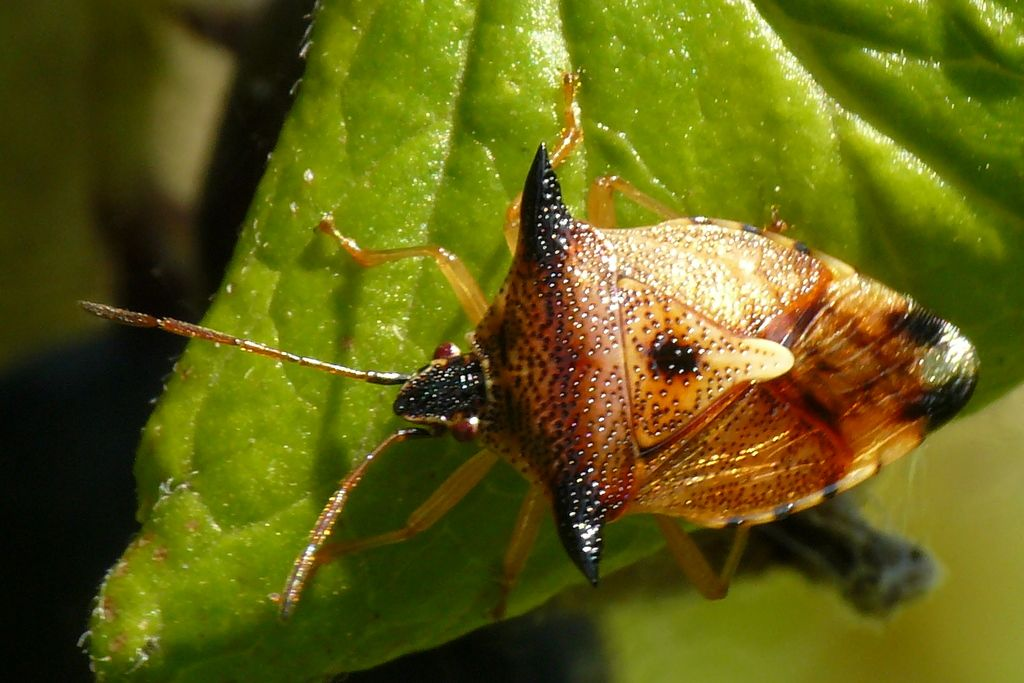
Elasmucha ferrugata